# Moritz Stifter
Moritz Stifter (Krumau (Český Krumlov), 19 september 1857- Mauer-Öhling, 23 mei 1905) was een Boheemse genreschilder uit de tweede helft van de 19e eeuw. Hij is vooral bekend om zijn elegante interieur- en studioscènes met jonge dames met elegante jurken in verleidelijke poses.

## Levensbeschrijving
Moritz was de zoon van Johann Stifter uit het vorstendom Schwarzenberg, die werkte als ingenieur in Krumau, en Wilhemin Falta (Kalta). Zijn neef was de Boheems-Oostenrijkse schrijver, dichter, schilder en pedagoog Adalbert Stifter.
Hij ambieerde aanvankelijk een loopbaan in het leger maar besloot later, onder invloed van zijn oom Adalbert, te gaan schilderen. Vanaf 21 oktober 1882 was hij als student ingeschreven in de antieke klas van de Kunstacademie van München en werd leerling van Karl von Piloty. Hij leerde daar te schilderen in de Italiaanse clair-obscur-stijl die kenmerkend is voor de Münchense school.
Hij specialiseerde zich in oriëntalistische taferelen van jonge vrouwen met een vaak gefantaseerde visie op het Oosten. Waarschijnlijk reisde hij meerdere keren naar Italië en Egypte. In de jaren 1890 schilderde hij voor zijn klanten in München allegorische of oriëntalistische taferelen.
In 1899 verhuisde hij naar Haag bei Neulengbach ten westen van Wenen, en woonde en werkte daar tot aan zijn dood.

## Afbeeldingen

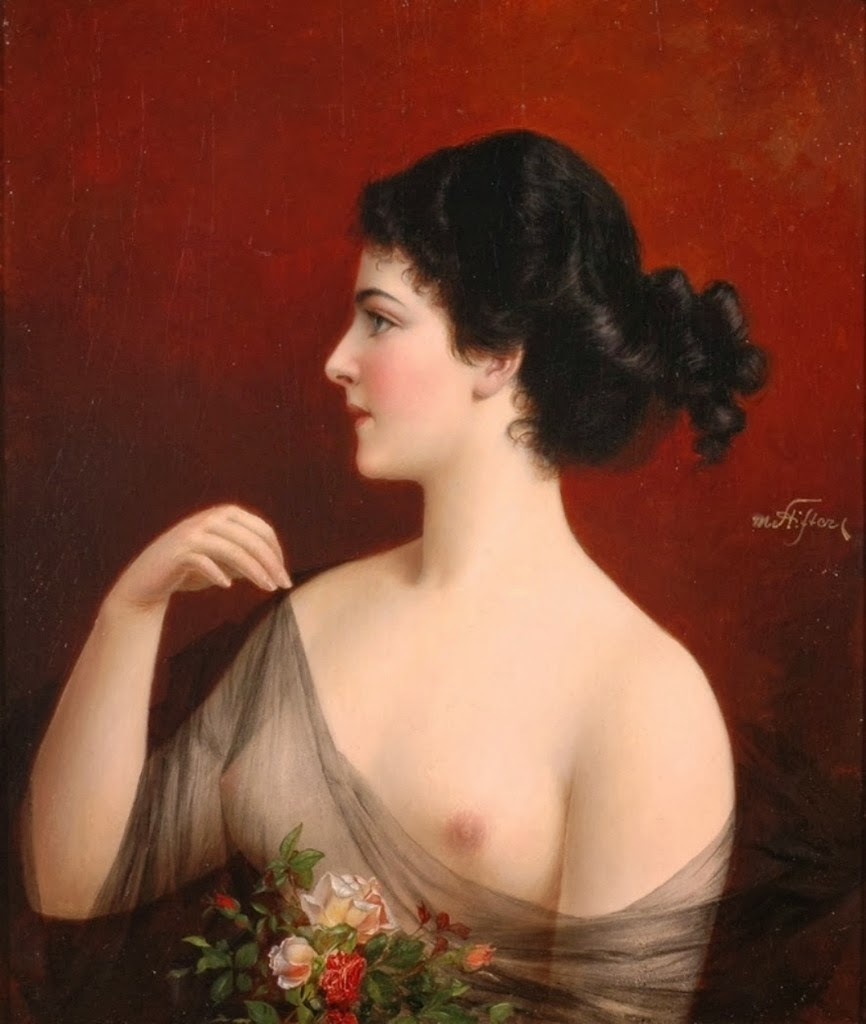
Eine Schönheit
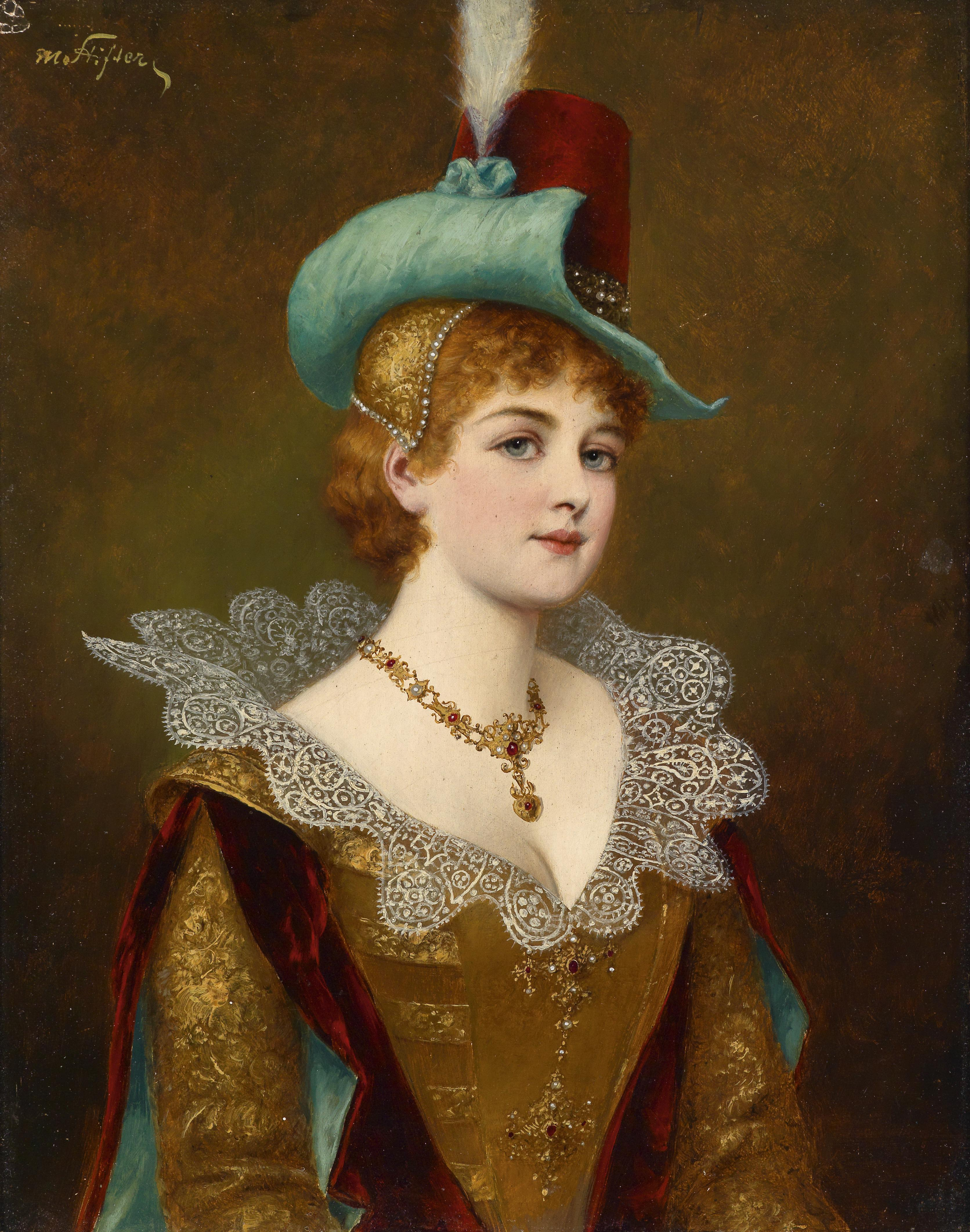
Edeldame
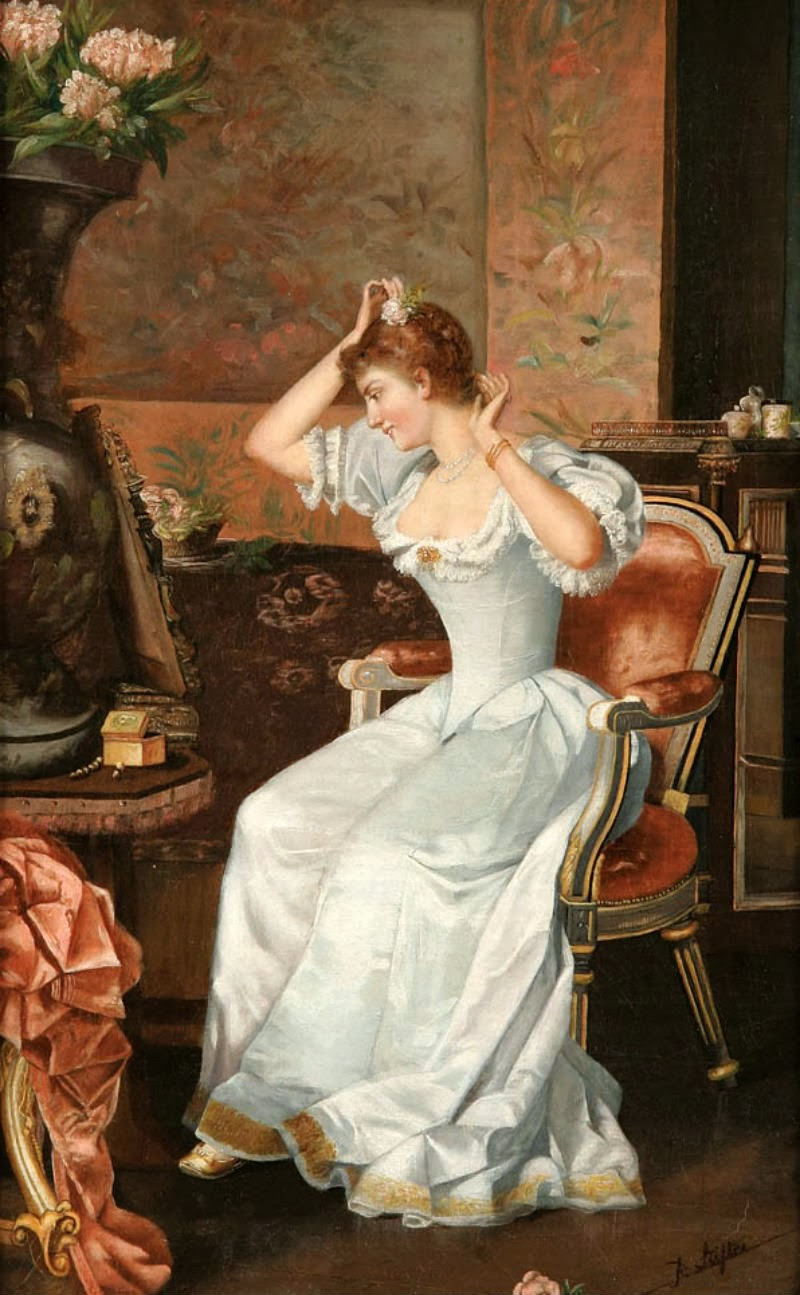
Vor dem Auftritt
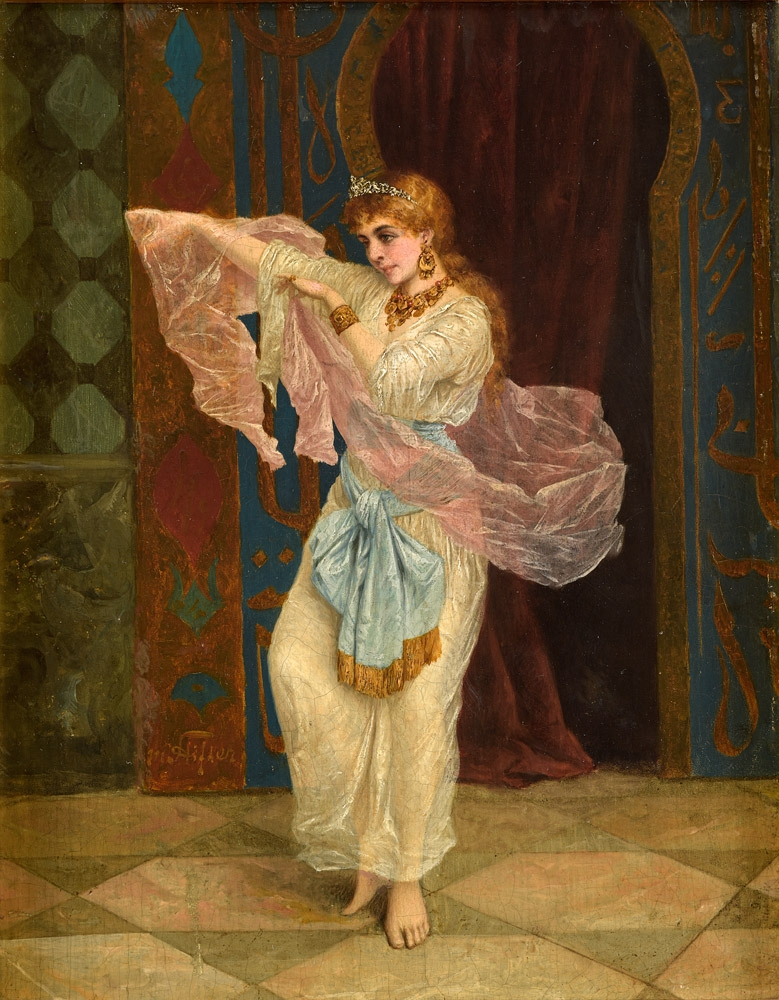
Tanzende Odaliske
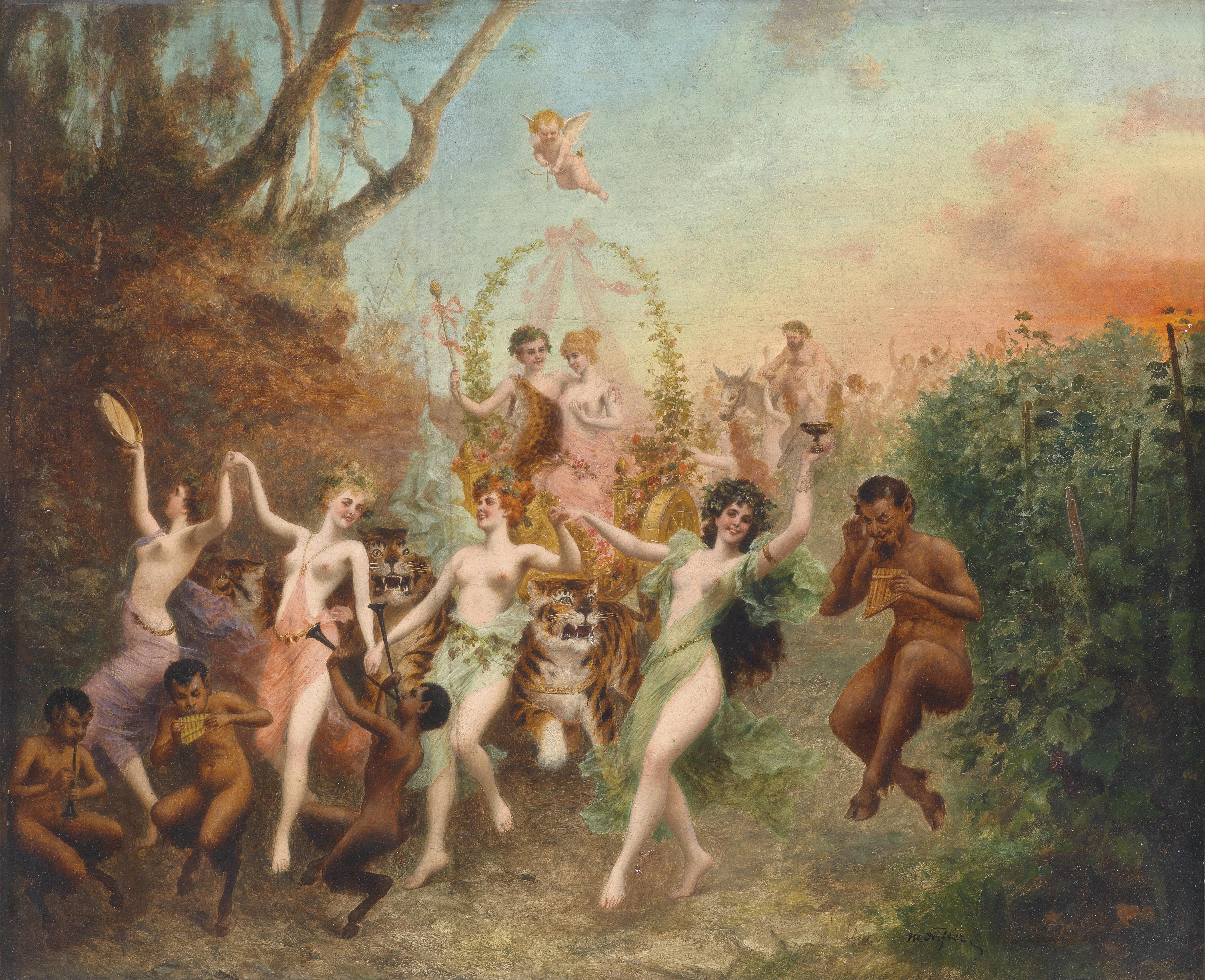
Fest der Faune und Nymphen
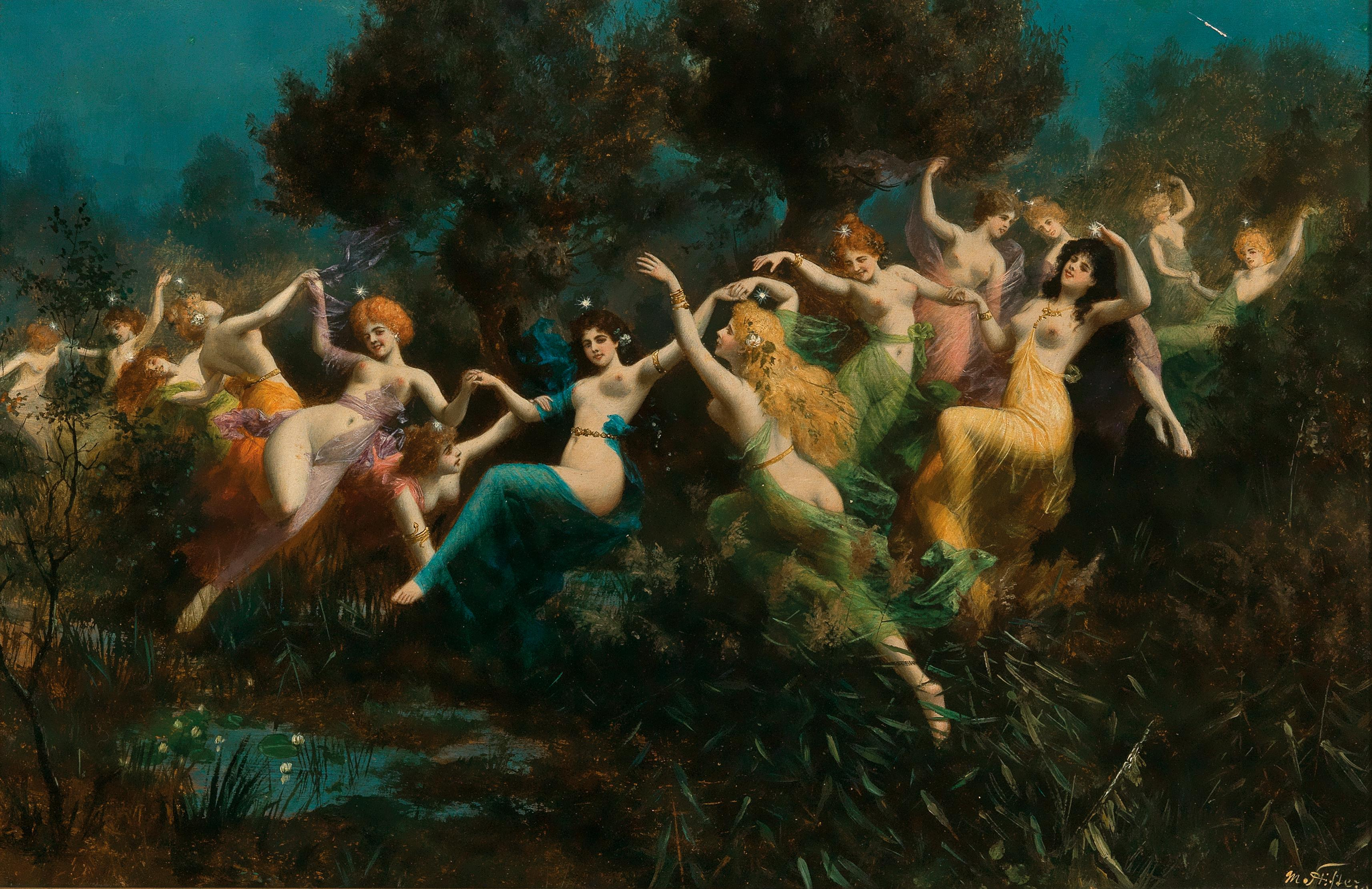
Nymphen
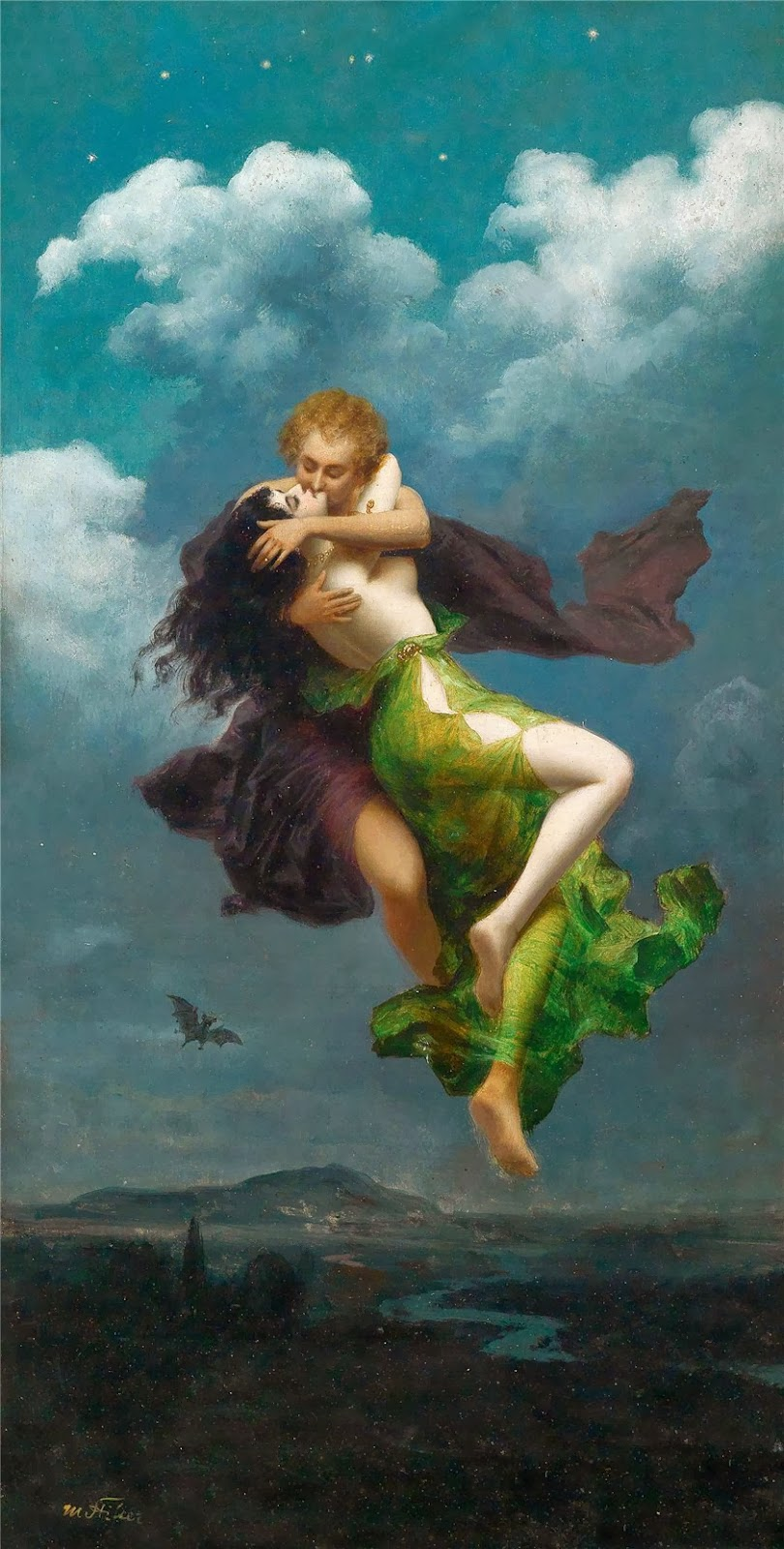
Allegorie des Traums
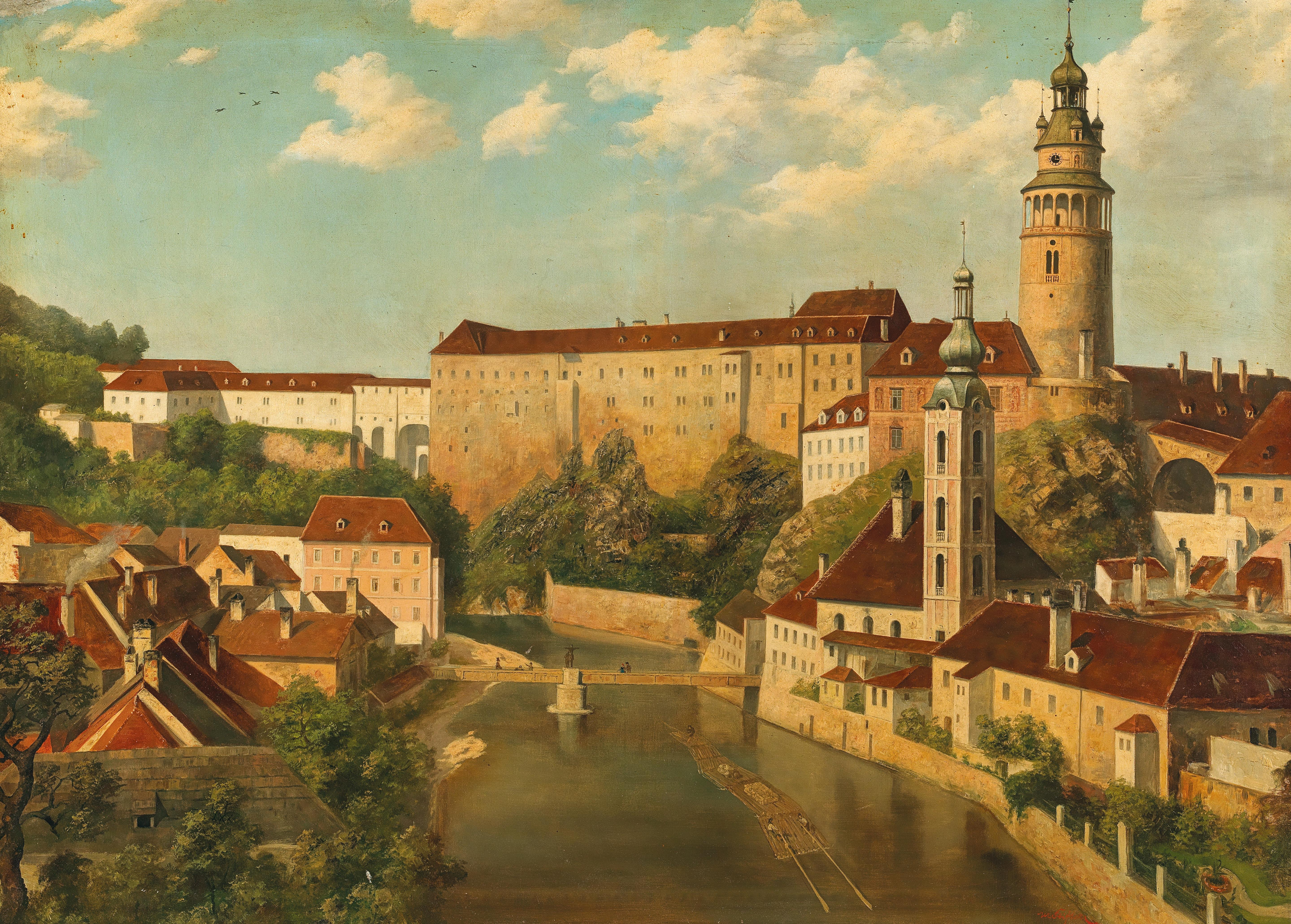
Krumau
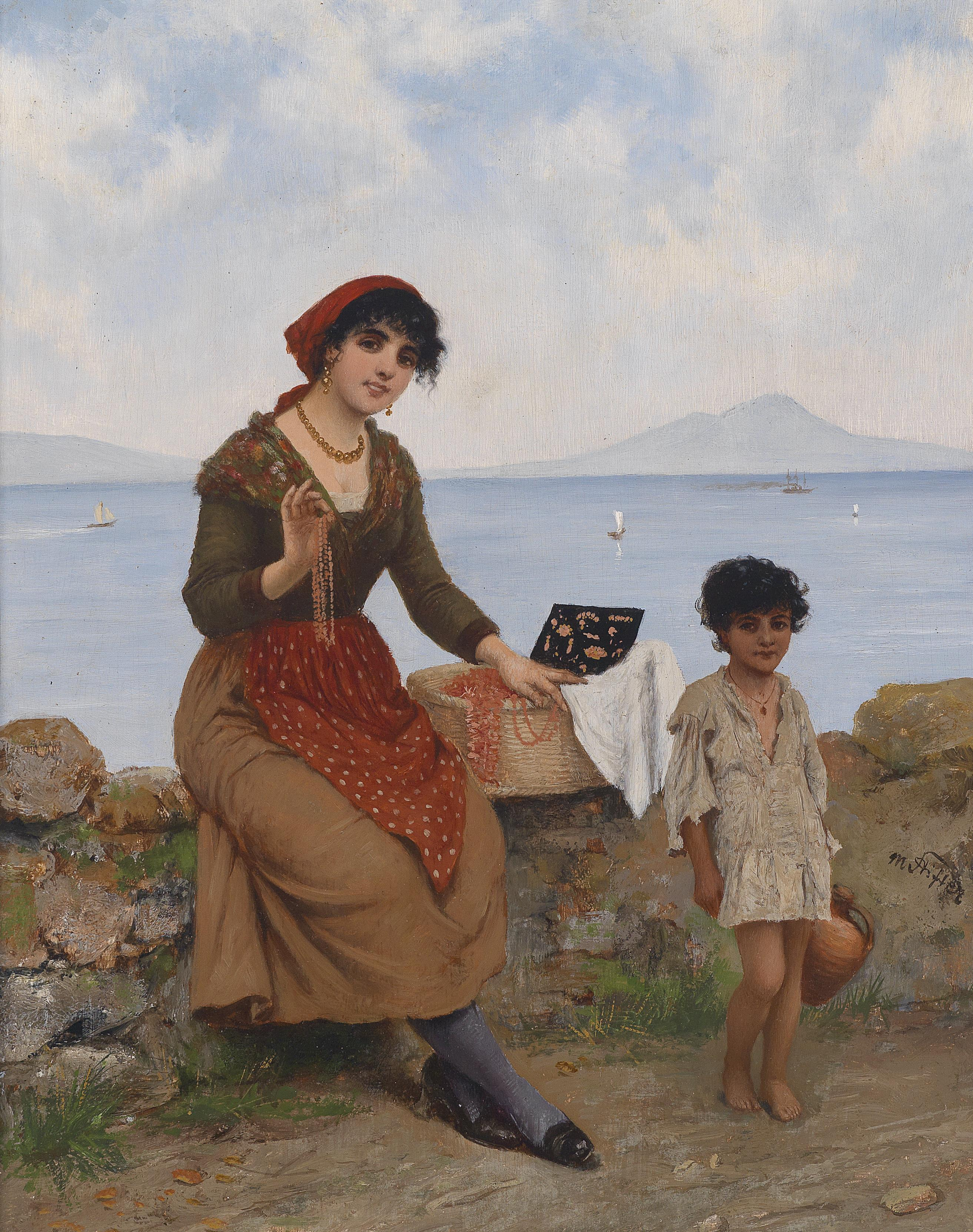
Schmuckverkäuferin an der Küste
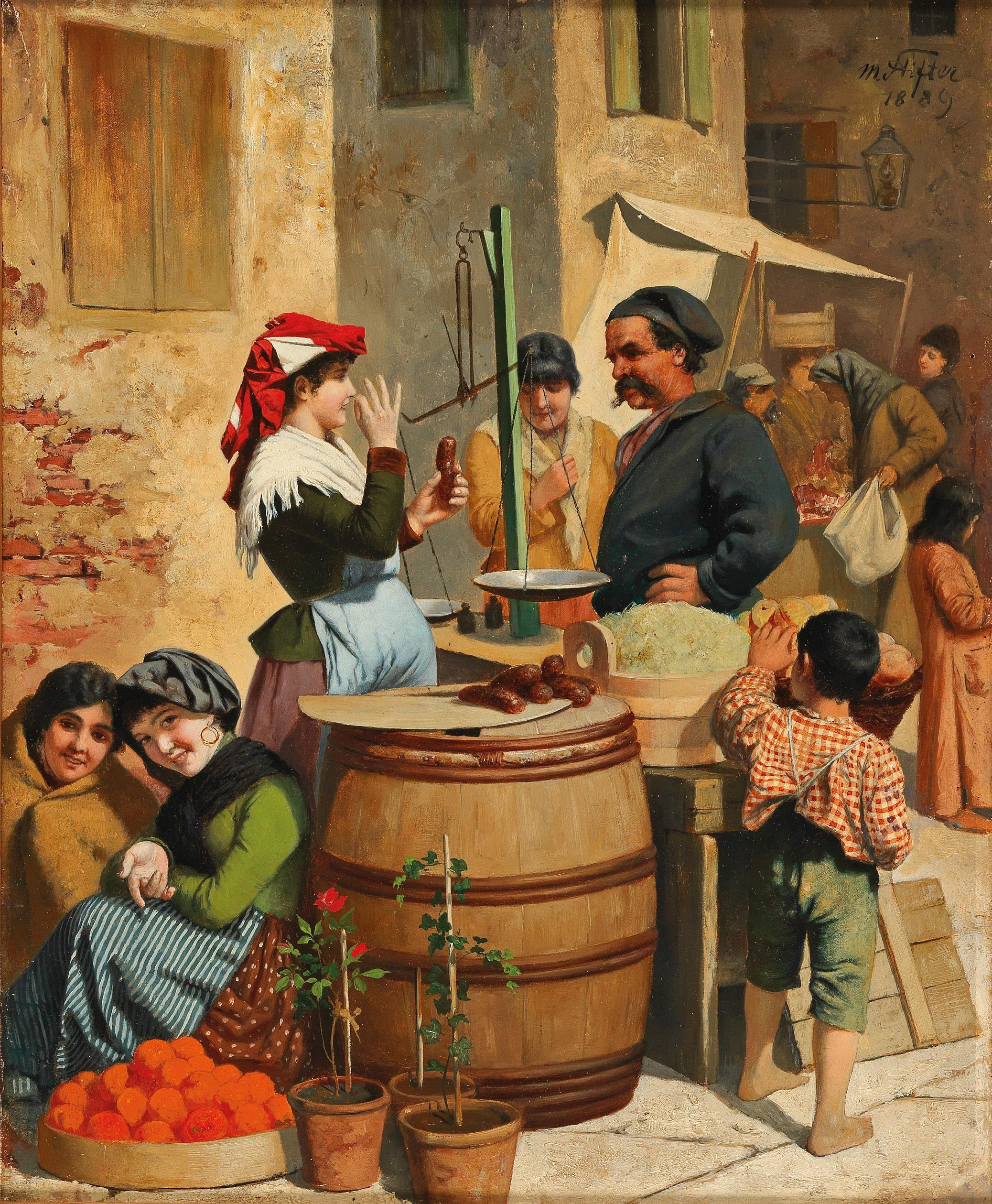
Marktszene in Triest, 1889
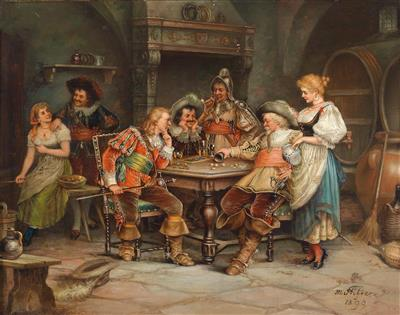
Das Würfelspiel der Musketiere, 1899

## Œuvre
| Een selectie                                            |      |
| Dame des Historismus mit prächtiger Parure              | 1880 |
| Ein schlechter Witz                                     | 1884 |
| Junge Schönheit im italienischen Renaissancekostüm      | 1888 |
| Der Blumenverkäufer                                     | 1889 |
| Flirt                                                   | 1889 |
| Gra W Kosci                                             | 1889 |
| Marktszene in Triest                                    | 1889 |
| Zwei Bildnisse adeliger Damen                           | 1889 |
| Allegorie des Traumes                                   | 1890 |
| Durch das Schlüsselloch                                 | 1890 |
| Orientalische Szene                                     | 1890 |
| Selbstbildnis mit Malerpalette                          | 1892 |
| Brustbild einer jungen Frau                             | 1896 |
| Das Würfelspiel der Musketiere                          | 1899 |
| Fest Der Faune Und Nymphen                              | 1905 |
|                                                         |      |
| Auf dem Souk                                            |      |
| Besuch bei einem orientalischen Antiquitätenhändler     |      |
| Bildnis einer Frau                                      |      |
| Bildnis einer jungen Dame mit entblößter Brust          |      |
| Blick auf Krumau                                        |      |
| Das Verlöbnis                                           |      |
| Der Fischer                                             |      |
| Der Verehrer                                            |      |
| Der Wirtin Töchterlein                                  |      |
| Edeldame                                                |      |
| Ein italienischer Straßenmusiker                        |      |
| Eine Frau die Äpfel verkauft                            |      |
| Eine orientalische Schönheit die einen Wasserkrug trägt |      |
| Elegant im Inneren und an der Promenade                 |      |
| Florentinerin                                           |      |
| Haremsdame mit Wasserpfeife                             |      |
| Im Atelier                                              |      |
| Im Harem                                                |      |
| Judith (und Holofernes)                                 |      |
| Junge Orientalin eine Pfeife stopfend                   |      |
| Junge Frau mit ihrem orientalischen Verehrer            |      |
| Nymphe                                                  |      |
| Odalysk                                                 |      |
| Östlicher Dutar-Spieler                                 |      |
| Porträt einer jungen Frau im Kostüm des 17. Jh.         |      |
| Porträt einer jungen Italienerin mit Früchtekorb        |      |
| Schmuckverkäuferin an der Küste                         |      |
| Südliche Schönheit bietet Orangen Feil                  |      |
| Zwei Damen in Kleidern                                  |      |
| Zwei Porträts junger Mädchen                            |      |

## Varia
- [Lot 32], Christie's New York, 24 oktober 2007, "The Rhamazan Bride", opbrengst 55.000 USD, inbreng: The Akron Art Museum, Ohio.
- [Lot 31], Sotheby's New York, 28 februari 1990, "In The Harem", 20.000 USD.